# A New Darkness Upon Us
A New Darkness Upon Us – trzeci i zarazem ostatni album studyjny grupy Stampin' Ground, wydany 27 października 2003 nakładem wytwórni Century Media Records.

## Lista utworów
1. A New Darkness Upon Us (Intro) 01:49
2. Don’t Need A Reason To Hate 04:47
3. Behind The Light 05:03
4. Killer Of Society 04:27
5. Dead From The Neck Up 04:44
6. The Cage 04:46
7. Bear The Scars 03:10
8. Betrayal Has A Face 03:52
9. Pain Is Weakness (Leaving The Body) 03:01
10. Unmarked Grave 04:36
11. Ashes To Scatter 04:11
12. Mantra Of A Dying World (Outro) 02:25

## Twórcy
Skład zespołu
- Adam Frakes-Sime – śpiew
- Scott Atkins – gitara
- Antony „Mobs” Mowbray – gitara
- Ian Glasper – gitara basowa
- Neil Hutton – perkusja

Inni
- Andy Sneap – nagranie, miksowanie, produkcja muzyczna[2]

## Teledyski
- „Bear The Scars” (2004)[3][4]